# Aurophora
Aurophora — рід грибів родини Sarcoscyphaceae. Назва вперше опублікована 1968 року.

## Класифікація
До роду Aurophora відносять 1 вид:
- Aurophora dochmia